# مخيم ويفيل
مخيم ويفيل للاجئين أو مخيم الجليل هو في الأصل ثكنات عسكرية فرنسية. وقد عملت تلك المباني الإثنا عشر على توفير الملجأ للاجئين الفلسطينيين في عام 1948. وفي عام 1952، تسلمت الأونروا مسؤولية تقديم الخدمات في المخيم. ويبعد مخيم الوافل 90 كيلومترا إلى الشرق من بيروت في وادي البقاع بالقرب من مدينة بعلبك.
وعلى الرغم من أن المخيم قد عانى من أضرار بنيوية أقل من أي مخيم آخر خلال سنوات الحرب الأهلية، إلا أن الظروف المعيشية فيه تحديدا تعاني من ظلف شديد.
والمساكن في المخيم ليست صحية حيث لا يزال اللاجئون يعيشون في الثكنات الأصلية التي تعود إلى حقبة الجيش، وهي تفتقر إلى ضوء النهار والتهوية. والظروف في المخيم قاسية على وجه الخصوص في الشتاء حيث أن الوادي يعد منطقة ريفية نائية ذات شتاء قارس وصعب.
ولدى اتحاد تلك الظروف بالفقر، فإن النتيجة تؤدي لحدوث عدد من المشاكل الاجتماعية. وليس بإمكان اللاجئين لفلسطينيين سوى العثور على وظائف عرضية في الزراعة والإنشاءات.

## السكان
بلغ اللاجئين المسجلين في سجلات الأونروا نحو 8,250 لاجئاً. شهد المخيم نسبة هجرة عالية إلى أوروبا ويطلق عليه البعض فكاهة اسم «مخيم الدانمارك».
تعود أصول سكانه لمنطقة الجليل بخاصة لوبيا، وصفورية، والمجيدل، والفراضية، وحطين، وسعسع، وسحماتا، وشفا عمرو وغيرها.

## وصلات خارجية
- الويفيل في الأونروا[4][5]